# Mesanepada
Mesanepada (sum. mes.an.ne2.pa3.da, tłum. „młodzieniec wybrany przez boga Ana”) – jeden z wczesnych sumeryjskich władców, który ok. 2500 r. p.n.e. panować miał w mieście Ur. Według Sumeryjskiej listy królów założyciel I dynastii z Ur. Znany z inskrypcji znalezionych w Ur i Tall al-Ubajd oraz z inskrybowanego paciorka z lapis-lazuli znalezionego w Mari. Inskrypcja na paciorku z Mari brzmi następująco:
„Mesanepada, król Ur, syn Meskalamduga, króla Kisz, ofiarował (ten paciorek z lapis-lazuli) bogu Lugalkalama”
Wymienia ona Meskalamduga jako ojca Mesanepady. Meskalamdug nie występuje w Sumeryjskiej liście królów, ale znany jest z inskrypcji odkrytych w grobach z Królewskiego Cmentarzyska w Ur. W miejscu tym znaleziono również inskrypcje żony Mesanepady - królowej Ninbandy (sum. nin.banda3, dosł. „młoda pani/królowa”). Mesanepada miał dwóch synów: Meskiagnunę (wymieniony w Sumeryjskiej liście królów jako następca Mesanepady) i Aanepadę (nie występuje w Sumeryjskiej liście królów, ale znany jest z własnych inskrypcji królewskich).
Mesanepada wymieniony jest też w inskrypcji z Tumal jako budowniczy świątyni Enlila w Nippur:
„Mesanepada (z Ur) zbudował (w Nippur świątynię) Burszuszua, dom Enlila”